# 江西駅
江西駅（カンソえき）とは、朝鮮民主主義人民共和国南浦特別市江西区域にある平南線の駅。

## 歴史
- 1910年10月16日 - 平南線の開通とともに開業[1]。

## 隣の駅
朝鮮民主主義人民共和国鉄道省
平南線
降仙駅 - 江西駅 - 龍岡駅
大安線
江西駅 - 平南大安駅
保山線
江西駅 - 保山駅